# Fairlies-Knob-Nationalpark
Der Fairlies-Knob-Nationalpark (engl.: Fairlies Knob National Park) ist ein Nationalpark im Südosten des australischen Bundesstaates Queensland.

## Lage
Er liegt 231 Kilometer nördlich von Brisbane und 40 Kilometer westlich von Maryborough.
Der Park liegt auf einem unberührten Ableger der Sea View Range, 10 Kilometer nördlich von Aramara, einer Ortschaft an der Staatsstraße 86 auf halbem Wege zwischen Maryborough und Biggenden. Der Park ist nur zu Fuß zu erreichen.
In der Nachbarschaft liegen die Nationalparks Wongi, Woowoonga, Woocoo, Mount Walsh und Coalstoun Lakes.

## Allgemeines
Das 299 Hektar große Gebiet wurde 1910 zum Nationalpark erklärt, um den örtlichen Regenwald zu schützen und der Bevölkerung ein kleines Erholungsgebiet zu sichern.